# Opercularia volubilis
Opercularia volubilis là một loài thực vật có hoa trong họ Thiến thảo. Loài này được R.Br. ex Benth. mô tả khoa học đầu tiên năm 1867.